# Dichaetomyia fuscodorsata
Dichaetomyia fuscodorsata är en tvåvingeart som beskrevs av Shinonaga 2000. Dichaetomyia fuscodorsata ingår i släktet Dichaetomyia och familjen husflugor.
Artens utbredningsområde är Vietnam. Inga underarter finns listade i Catalogue of Life.